# Gislaveds församling
Gislaveds församling är en församling i Östbo-Västbo kontrakt, Växjö stift och Gislaveds kommun. Församlingen är moderförsamling i Gislaveds pastorat. 

## Administrativ historik
Församlingen har medeltida ursprung. Församlingen hette före 1951 Båraryds församling.
Den 1 januari 1951 (enligt beslut den 25 augusti 1950) överfördes vissa områden (däribland Gyllenfors municipalsamhälle) med 1 717 invånare och omfattande en areal av 13,59 km² (varav 13,47 km² land) till Båraryds församling från Anderstorps församling. Båraryds församling bytte samtidigt namn till Gislaveds församling.

### Pastorat
- Medeltiden till omkring 1525: Eget pastorat.
- Omkring 1525 till 1 maj 1921: Annexförsamling i pastoratet Villstad, Vårthult och Båraryd.
- 1 maj 1921 till 1 januari 1951: Moderförsamling i pastoratet Båraryd, Våthult och Bosebo.
- 1 januari 1951 till 2016: Moderförsamling i pastoratet Gislaved, Våthult och Bosebo.[5]
- Sedan 1 januari 2016: Församlingen ingår i ett utökat Gislaveds pastorat.[6]

## Areal
Gislaveds församling omfattade den 1 januari 1976 en areal av 95,3 kvadratkilometer, varav 91,1 kvadratkilometer land.

## Organister
| Verksam   | Namn       | Levnadstid | Övrigt    |
| --------- | ---------- | ---------- | --------- |
| 1945–1964 | Elin Björk | 1906–1995  | Organist. |

## Kyrkor
- Gyllenfors kapell
- Gislaveds kyrka
- Båraryds kyrka